# Sven Salumaa
Sven Salumaa (Huntington, 21 ottobre 1966) è un ex tennista statunitense.

## Carriera
In carriera ha vinto un titolo di doppio. Nei tornei del Grande Slam ha ottenuto il suo miglior risultato raggiungendo le semifinali di doppio agli US Open nel 1990, in coppia con il connazionale Brian Garrow.

## Statistiche

### Doppio

#### Vittorie (1)
| Numero | Anno          | Torneo                             | Superficie | Compagno     | Avversari in finale         | Punteggio |
| 1.     | 8 aprile 1990 | ATP Rio de Janeiro, Rio de Janeiro | Sintetico  | Brian Garrow | Nelson Aerts Fernando Roese | 7–5, 6–3  |

### Doppio

#### Finali perse (6)
| Numero | Anno           | Torneo                                                                   | Superficie | Compagno     | Avversari in finale            | Punteggio     |
| 1.     | 27 agosto 1990 | Schenectady Open, Schenectady                                            | Cemento    | Brian Garrow | Richard Fromberg Brad Pearce   | 2-6, 6-3, 6-7 |
| 2.     | 22 aprile 1991 | Seoul Open, Seul                                                         | Cemento    | Kent Kinnear | Alex Antonitsch Gilad Bloom    | 6-7, 1-6      |
| 3.     | 18 agosto 1991 | Indianapolis Tennis Championships, Indianapolis                          | Cemento    | Kent Kinnear | Ken Flach Robert Seguso        | 6-7, 4-6      |
| 4.     | 2 marzo 1992   | Tennis Channel Open, Scottsdale                                          | Cemento    | Kent Kinnear | Mark Keil Dave Randall         | 6-4, 1-6, 2-6 |
| 5.     | 16 marzo 1992  | Newsweek Champions Cup and the Matrix Essentials Evert Cup, Indian Wells | Cemento    | Kent Kinnear | Steve DeVries David Macpherson | 6-4, 3-6, 3-6 |
| 6.     | 22 marzo 1992  | Lipton International Players Championships, Miami                        | Cemento    | Kent Kinnear | Ken Flach Todd Witsken         | 4-6, 3-6      |